# アフリカタガメ
アフリカタガメ (Lethocerus cordofanus)  は、半翅目コオイムシ科タガメ亜科タイワンタガメ属に属する水生昆虫の一種である。

## 形態
タイワンタガメと同じく頭部・胸部に逆V字形の斑紋がある。体長はタイワンタガメとほぼ同程度で、メスの体長は70mmほど。

## 分布
アフリカ本土に生息する。ここには、日本産タガメと同じぐらいの体長のタガメモドキ類が生息している。

## 生態
情報不足のため詳細は不明。だが、世界各地には様々なタガメ類の昆虫が生息するが、それぞれ生息地の自然環境による差はあれど行動様式はいずれもかなり近似しているため、他のタガメ類と同じようにオスが卵塊を保護するなどの行動を取ると思われる。